# City Airline
City Airline (IATA-kod: CF ICAO-kod: SDR Callsign Swedestar) var ett svenskt flygbolag baserat på Göteborg-Landvetter flygplats. 
Bolaget bedrev reguljär flygtrafik till 20 destinationer från Landvetter, men också charter och beställningstrafik. Den 30 november 2011, gick City Airline över till varumärket Skyways. Den 21 maj 2012 gick City Airline i konkurs.

## Historia
Flygbolaget grundades år 1997 av Lars Magnusson, som även är grundare av STS-koncernen.   Den 10 september 2001 genomfördes bolagets första flygningar. Utgångspunkt för flygningarna var Göteborg-Landvetter.
I mars 2006 började City Airline att samarbeta med SAS. Samarbetet består av code share och bonusprogram.
Bolaget ägdes fram till april 2010 av Lars Magnusson, genom investmentbolaget Investment AB Janus. Den 28 april meddelades att hela bolaget sålts till VD:n Jimmie Bergqvist och ytterligare tre personer i bolagets ledning.
Innan City Airline förvandlades till Skyways, hade bolaget cirka 200 anställda, och huvudbasen var Göteborg-Landvetter flygplats.
Måndagen den 3 januari 2011 inträffade ett kraftigt kabintrycksfall i ett flygplan på väg från Göteborg till Umeå med ankomst 08:20. Piloten motverkade detta genom att sjunka från 11 000 meter till 3000 meter på 2 minuter och 30 sekunder. Passagerarna skadades i trumhinnorna. 18 passagerare och 3 besättningsmän befann sig ombord. Flygplanet är av Embraer typ. Orsaken var en ventil i kabintryckssystemet som ej fungerade korrekt. Som konsekvens bestämdes att byta ut komponenter i kabintryckssystemet, bland annat en ventil som reglerar kabintrycket.
Torsdagen den 30 december 2010 inträffade en liknande incident på Sundsvall-Härnösand som 3 januari 2011 då kabinlarmet utlöste 5 minuter efter landningsbanan. 28 passagerare evakuerades och flygplanet togs ur bruk.
City Airline blev uppköpt av Skyways den 29 april 2011. Kapitaltillskott och konsolidering angavs som orsaker. Det nya bolaget beräknades få en miljon passagerare per år.
Den 21 maj 2012 begärde City Airlines moderbolag Skyways sig själva i konkurs och därmed gick även dotterbolaget City Airline i konkurs och alla flygningar ställdes in.

## Destinationer
City Airline hade sin bas på Göteborg-Landvetter flygplats, där samtliga av bolagets reguljära flygningar utgick ifrån.

## Flotta

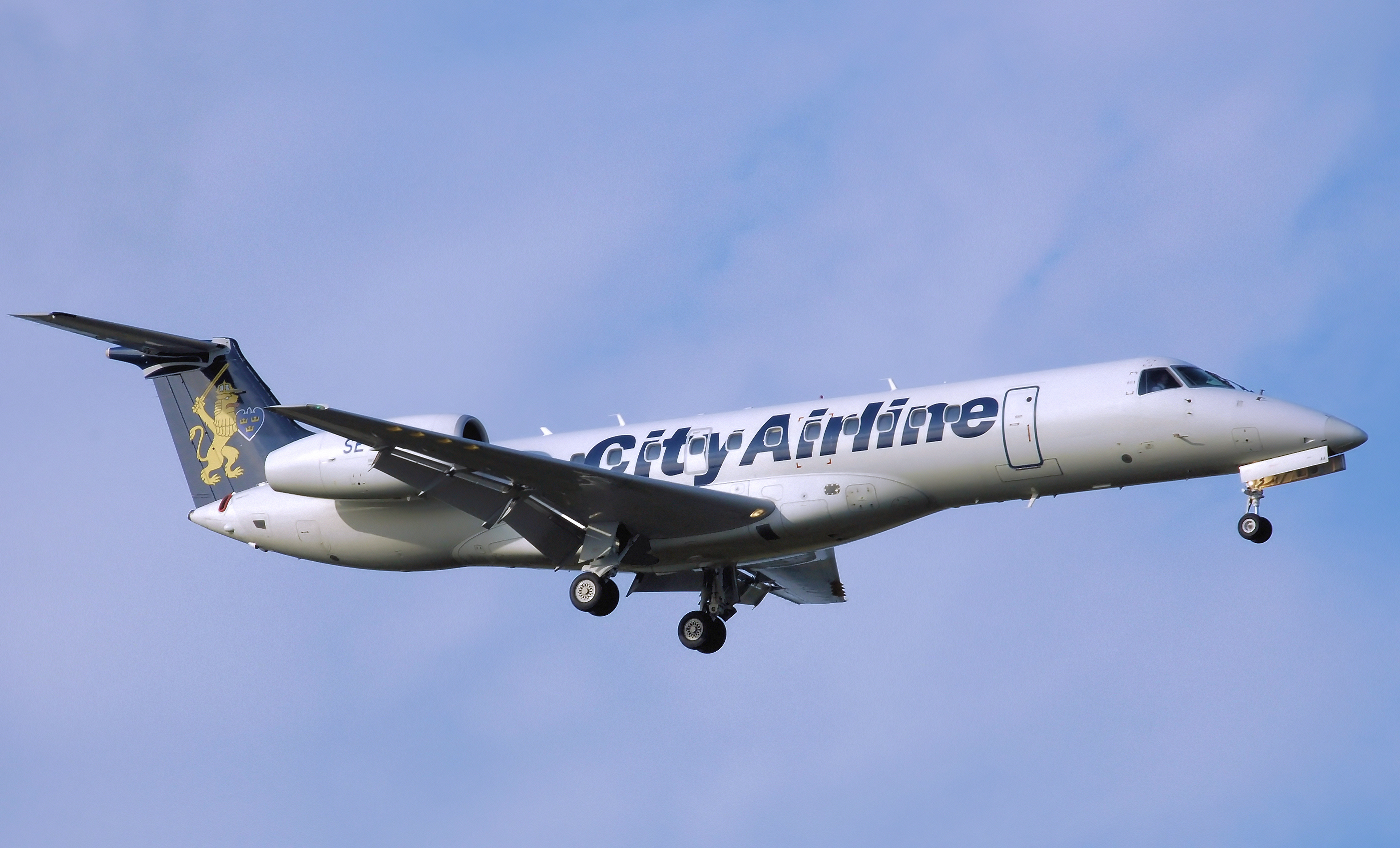
En Embraer ERJ 135 från City Airline

I maj 2010 såg City Airlines flotta ut så här:
| Flygplan                | Antal | Passagerare | Registreringar                         |
| ----------------------- | ----- | ----------- | -------------------------------------- |
| Embraer ERJ 135         | 2     | 37          | SE-RAA, SE-RAB                         |
| Embraer ERJ 145         | 5     | 48-49       | SE-RAC, SE-RAD, SE-RAE, SE-RIA, SE-DZB |
| McDonnell Douglas MD-87 | 3     | 125         | SE-DMC, SE-DIU, SE-DMK                 |

City Airline ägde tidigare två stycken SAAB 2000, SE-LSA respektive SE-LSG.